# Frattazzo

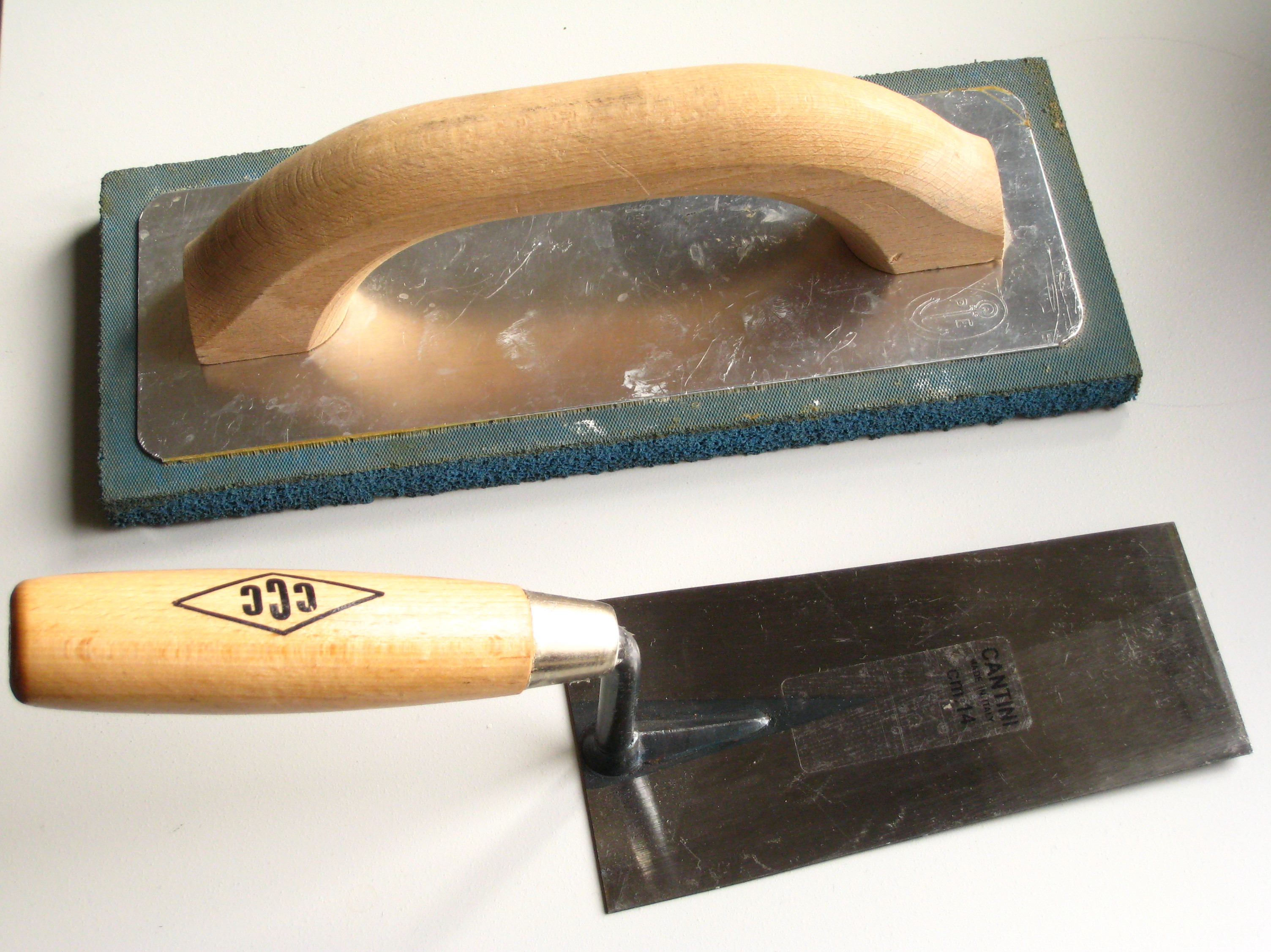
Frattazzo (in alto) e cazzuola (in basso)

Il frattazzo, detto anche "frattone", "frettazzo", "taloccia" o "talloccia", "sfrattona", "fracasso", o "vardasso", è un attrezzo manuale usato in edilizia.
Il frattazzo più piccolo, di forma quadrata invece che rettangolare, è detto frattazzino.

## Caratteristiche
Simile a una spatola in acciaio, in legno duro, in plastica o gomma, di forma quadrangolare, il frattazzo serve prima a reggere e poi a lisciare la malta, l'intonaco o altri impasti.
È munito di manico in legno o in materiale plastico posto sulla faccia della tavoletta opposta a quella che si utilizza per lavorare.
Per finiture particolari ve ne sono con la tavoletta rivestita con uno strato di materia plastica spugnosa resistente all'abrasione.